# Monastero degli Arcangeli
Il monastero degli Arcangeli Michele e Gabriele, o semplicemente monastero degli Arcangeli (in serbo latino Manastir Sveti Arhanđeli, cirillico Mанастир Свети Арханђели), costruito sulle rovine di un'antica chiesa tra il 1343 e il 1352 per ordine dello zar Stefano Uroš IV Dušan, è situato a pochi chilometri di distanza dalla città di Prizren, nella provincia proclamatasi indipendente e parzialmente riconosciuta, Kosovo, sul corso del fiume Bistrica. Tra gli architetti che hanno partecipato alla costruzione del monastero si ricordano Petros, Vojislav, Srdjan, Nos e Vojihna. A dirigere i lavori di costruzione c'era l'abate Mitropolit Jakov. Il monastero divenne in poco tempo uno dei più importanti dei Balcani e arrivò ad ospitare più di 200. Lo zar Dušan diede ai frequentatori di questo monastero 93 villaggi e una miniera a Toplica, alcuni vigneti e dei campi da coltivare. Molti dei prodotti sarebbero stati venduti al mercato di Prizren. L'olio arrivava da Antivari e il pesce dai laghi Scutari e Plav.
Dušan fu infine sepolto nella chiesa principale del monastero. La riconciliazione della chiesa ortodossa serba e del patriarcato di Costantinopoli, alla quale il monastero degli Arcangeli prese parte, è il più importante evento accaduto dopo la morte di Dušan. Lo storico Constantine Jiricek scrisse che, nel 1375, dopo la riconciliazione delle chiese serbe e greche, entrambi i rappresentanti religiosi tennero una messa in onore di Dušan, svolta nella chiesa del monastero. Il monastero ospitò anche Jefrem, il patriarca serbo che prese parte alla battaglia del Kosovo.
Con la crisi di Prizren del 1455 e l'arrivo dei turchi nei Balcani, il monastero degli Arcangeli fu assediato. Rare fonti storiche e alcuni scavi archeologici evidenziano il declino del monastero e la sua totale distruzione nella seconda metà del XVI secolo. La chiesa fu completamente demolita dal Turco Sinan Pascia e le sue macerie furono utilizzate per completare la moschea di Prizren, la quale fu completata nel 1615. Abbandonato, il monastero rimase in questo stato per circa tre secoli. Nel 1927 Radoslav Grujic condusse gli scavi archeologici del monastero e trasferì i reperti ritrovati al Museo archeologico di Skopje. Dopo la seconda guerra mondiale, negli anni 1970, grazie a molti lavori il monastero fu ricostruito.
La vita al monastero prende esempio da quella condotta nei luoghi di culto medievali: sono svolte regolarmente le funzioni religiose e si sta in isolamento. Nel monastero è presente una bottega nella quale vengono prodotte miniature in legno intagliato dei temi biblici. Esiste inoltre una sarteria e un luogo dove i monaci imparano ad utilizzare il computer. Al giorno d'oggi il monastero è frequentato dai restanti credenti nella religione serba ortodossa della zona di Prizren e Sredacka Župa.

## Storia

### Costruzione

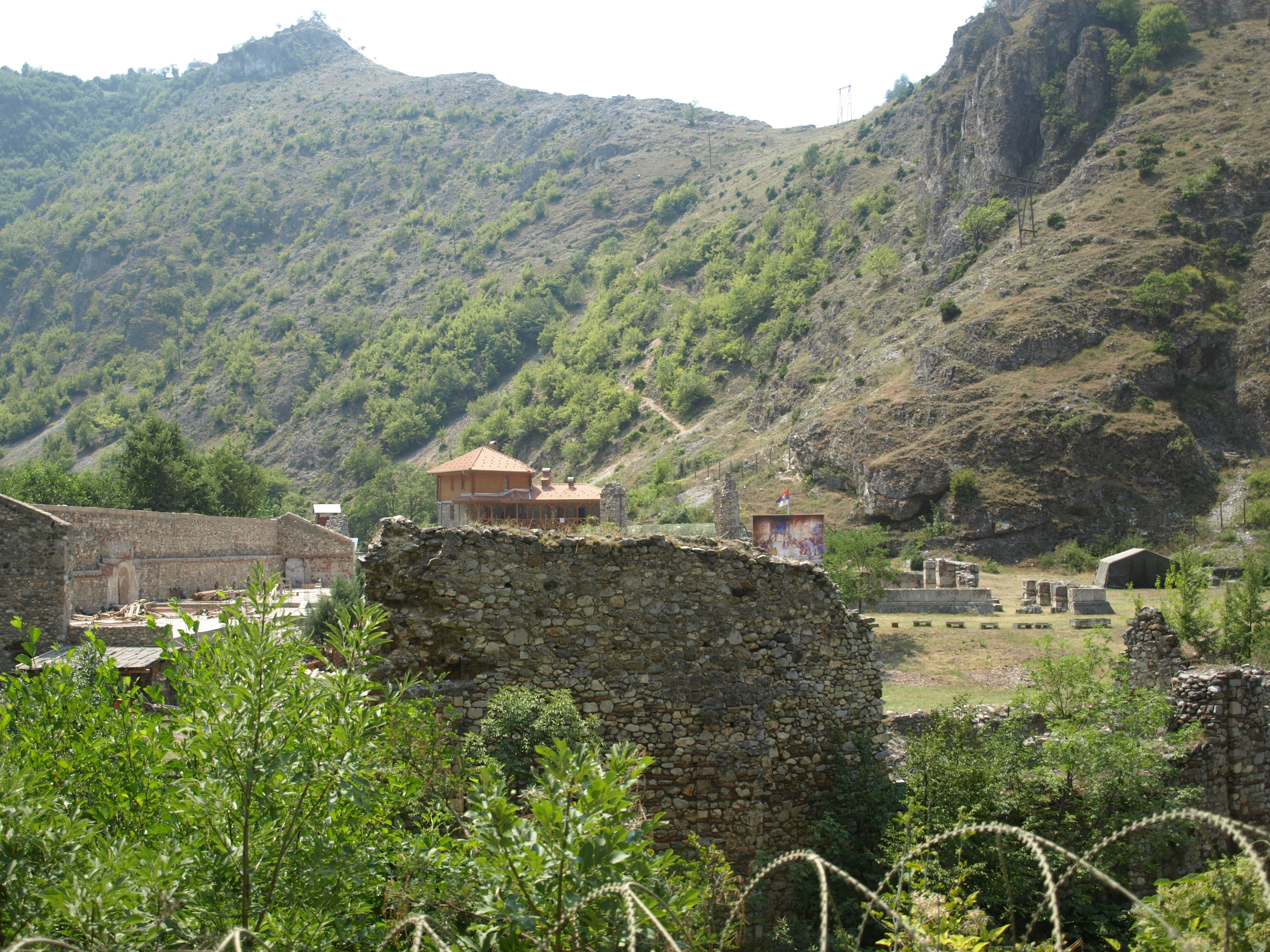
Le rovine del monastero.

Gli scavi archeologici nel territorio della chiesa maggiore hanno confermato che ancora prima esisteva un santuario, anch'esso dedicato agli arcangeli Gabriele e Michele, demolito prima della costruzione del monastero degli Arcangeli. I ricercatori hanno inoltre indagato sul perché dell'inaugurazione e della protezione del monastero da parte dello zar Dušan. È risultato che, come molti altri sovrani bizantini, egli, che pochi mesi prima aveva conquistato molte città nel territorio serbo, dichiarò l'arcangelo Michele suo patrono. Alcune fonti storiche affermano inoltre che, nel periodo della costruzione, Dušan soffriva di problemi di salute. Una volta guarito, nel 1340, rese grazie al suo protettore, l'arcangelo Michele, costruendo un monastero a lui dedicato.
A Prizren, dove si trovava la principale dimora del re Stefano Uroš IV Dušan, venne perciò fondato, nella primavera del 1343, a tre chilometri a nord dalla città, un monastero, dedicato agli arcangeli Gabriele e Michele. Alcuni documenti menzionano che Gregorio di Hilandar lasciò poco tempo dopo il monastero, che gli apparteneva, per poi trasferirsi a Korisa e alloggiare col fratello Jakov, abate del monastero degli Arcangeli, e per condurre una vita di affari.
Il posto nel quale fu eretto il monastero, sulla sponda sinistra del fiume Bistrica, in una platea formata dal veloce corso del fiume, era precedentemente il sito nel quale sorgeva già una chiesa dedicata anch'essa agli arcangeli Michele e Gabriele. Il territorio era protetto dalle mura di un'ex-fortezza, le quali racchiudevano buona parte del monte Sara. Da lì la piccola città, costituita allora dalla cappella di San Nicola, dalla chiesa degli Arcangeli, dalle mura e da alcune abitazioni, poteva controllare chiunque si recasse a Prizren, ed è per questo ragione che il monastero ricevette i soprannomi 87 Gornji Grad (letteralmente 87 Città Superiore), Visegrad e Prizrenac.
Alcuni anni dopo, quando la costruzione del monastero degli Arcangeli era ancora in corso, fu formato un largo insieme di 93 villaggi che includevano abitazioni, mulini, terreni coltivati e botteghe di artigiani specializzati in vari campi, che avrebbero reso autonomo il tutto. La maggior parte del territorio appartenente al monastero si estendeva nella regione di Prizren, ma alcuni villaggi erano situati anche nelle zone di confine, in Macedonia (prevalentemente nelle aree di Skopje e Tetovo), in Albania e sulla costa montenegrina (a sud di Scutari). Il monastero degli Arcangeli fu inserito nella giurisdizione dell'imperatore.

### La dominazione turca
Durante la dominazione turca, il monastero degli Arcangeli, come altri luoghi di culto, perse molti territori e di conseguenza venne parzialmente privato della sua autonomia. Verso la fine del XVII secolo Sinan Paša commissionò a vari architetti una moschea nella città di Prizren da decorare con i preziosi dipinti e da costruire con i materiali con i quali furono edificati luoghi di culto lungo il fiume Bistrica. Pochi anni dopo la sua demolizione, il monastero degli Arcangeli venne abbandonato e cadde in rovina, per poi essere coperto con dei cumuli di terra.
Dopo la devastazione, del monastero restarono solo i pavimenti e le mura dell'ex-fortezza, riportati alla luce durante i recenti scavi archeologici, oltre che numerosi frammenti dei muri e sculture. La chiesa principale, dedicata agli arcangeli Gabriele e Michele, fu una delle più grandi della Serbia, da quanto si può vedere dalla superficie occupata dal pavimento. La Cappella di San Nicola fu eretta vicino alla chiesa maggiore. Con la sua posizione, scelta appositamente, rispetta la tradizione locale che ritiene che la parte meridionale deve occupare più spazio, come nella chiesa della Vergine Ljeviška, nel monastero di Dečani e nel Monastero patriarcale di Peć.
Uno speciale collegamento architettonico tra la chiesa maggiore del monastero e i santuari di Costantinopoli, dove Dušan trascorse l'infanzia, richiama la sua richiesta di costruzione del monastero degli Arcangeli. Inoltre, suo padre, Stefan Decanski, passò molti anni nel monastero di Cristo Pantocratore, famoso per il suo ospedale, dove tentò senza risultati di diventare abate. La seconda chiesa per importanza del monastero di Cristo Pantocratore era dedicata ai due arcangeli Gabriele e Michele, e nel suo interno si trovano le tombe delle dinastie dei Comneni e dei Paleologi. La forma e la grandezza dell'abside meridionale di questa chiesa coincidono con quella della chiesa principale del monastero degli Arcangeli.

### Ristrutturazione

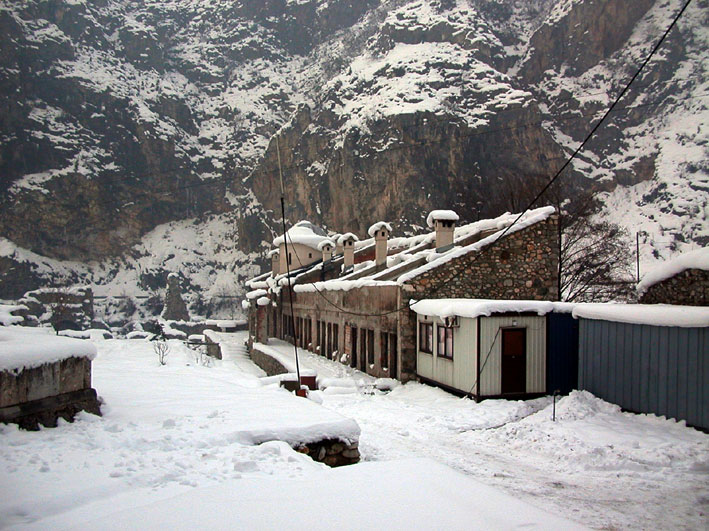
Il monastero degli Arcangeli nell'inverno 1999.

Con l'arrivo del vescovo Artemije, appartenente alla diocesi di Raška e Prizren, cominciarono i lavori di ristrutturazione per molti dei monasteri situati nelle regioni del Kosovo e della Metohija. Così, negli anni 1990 del secolo appena trascorso, iniziò la ricostruzione del monastero degli Arcangeli Gabriele e Michele. Le strutture già esistenti furono ristrutturate, trattamento che subirono anche le mura, mentre un'ulteriore zona fu adibita a quartiere residenziale. All'interno di questo complesso di grossi edifici a due livelli, chiamato konak, è situata una cappella dedicata al vescovo Nicola di Žica. I primi monaci arrivarono nel monastero degli Arcangeli nel 1998 e, da quel momento, esso gioca un ruolo importante nella spiritualità della popolazione serba, e, in particolare, della zona di Prizren. Ancora oggi la ristrutturazione resta incompiuta.

### Guerra del Kosovo
I lavori furono interrotti dalla guerra che colpì il Kosovo, il recente conflitto conosciuto come Guerra del Kosovo, che però non causò l'abbandono del monastero da parte dei monaci. Nel giugno 1999 uno dei monaci che vivono nel monastero, Frate Chariton, venne rapito. Immediatamente dopo, una dozzina di monaci, seguiti da alcune decine di persone che abitavano nella zona, lasciarono la regione. Il corpo di Frate Chariton fu ritrovato morto nel 2000 e venne seppellito nel monastero di Crna Reka. Con la fine del conflitto, i monaci ritornarono a vivere gradualmente nel monastero.

## Architettura

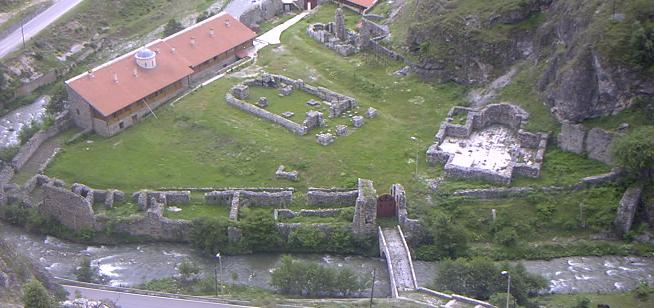
Panorama aereo del monastero degli Arcangeli.

Avendo ereditato la ricca tradizione del monastero dei suoi predecessori, la richiesta di Dušan riguardante il rispetto dell'architettura e delle opere d'arte ivi conservate era per lui molto importante. Egli esigeva, una volta morto, oltre il fatto essere sepolto nella chiesa del monastero, una sua buona manutenzione.
Il territorio del monastero degli Arcangeli copre circa 6.500 metri quadrati ed è dotato di una posizione strategica sul fiume Bistrica, a circa tre chilometri da Prizren. Fu circondato da mura e collegato alla fortezza di Višegrad con molte strade e ponti, in modo tale da ricevere prima gli avvisi su ciò che accadeva nelle sue vicinanze. In più vi erano presenti la chiesa, alcuni quartieri residenziali, una biblioteca e la cappella di San Nicola, oltre che molti altri edifici. Inoltre un edificio, situato al di fuori delle mura, fungeva da infermeria. Il grande refettorio è dotato di un'abside nel suo lato orientale. Un ponte sul fiume Bistrica collega il monastero al castello di Dušan a Ribnik e al palazzo reale di Prizren.
Il monastero degli Arcangeli era dotato di pareti riccamente affrescate e molti fregi sulle facciate dei vari edifici. Sebbene il nome del principale architetto sia sconosciuto, si è quasi certi che, chiunque abbia costruito un insieme di edifici così vasto, abbia già avuto una certa esperienza con molti altri progetti architettonici; probabilmente l'architetto proveniva da Costantinopoli, nonostante siano presenti molti elementi tipici dell'architettura romanica e gotica. Nel monastero degli Arcangeli sono però presenti molte opere che richiamano fortemente l'arte russa.

## Architetture religiose
La chiesa principale, dedicata agli arcangeli Michele e Gabriele, era una struttura monumentale alta 28,50 metri e larga 16,75 metri con delle fondamenta a forma di croce ma con delle navate laterali piuttosto strette, caratteristica poco frequente negli edifici di questo tipo. Nel lato orientale c'erano tre absidi: quello al centro era il più grande è più sporgente rispetto agli altri con una forma a pentagono, mentre quelli laterali erano più stretti e meno sporgenti. Una grande cupola dodecagonale grossa 6,40 metri di diametro che sormontava l'edificio era sostenuta da quattro pilastri massicci.
Le facciate furono coperte da un marmo bianco e rosso e divise in tre livelli da alcuni strati di pietra decorata. All'interno della chiesa era conservata un'iconostasi e il pavimento era costituito da blocchi di marmo provenienti dall'Europa centrale. In più vi erano presenti mosaici e affreschi raffiguranti forme geometriche, animali mitici, grifoni, leoni, uccelli e pesci. L'interno della chiesa era quasi completamente affrescato e i capitelli, i portali, le finestre e i mobili furono riccamente decorati con delle sculture di vari materiali. L'area attorno alla tomba dello zar venne decorata con una serie di piccole colonne unite tra loro e decorate con affreschi.
La cappella di San Nicola era molto più piccola (misurava di altezza 13,20 metri e di larghezza 7,00 metri) ma era decorata nello stesso modo. Era un edificio costituito da una singola navata con un'abside nella parete orientale. La cupola era anch'essa sostenuta da quattro pilastri, due nella stanza principale della chiesa e due nel santuario. C'era inoltre un'altra cupola sopra la parete occidentale.

## Iconografia e sculture

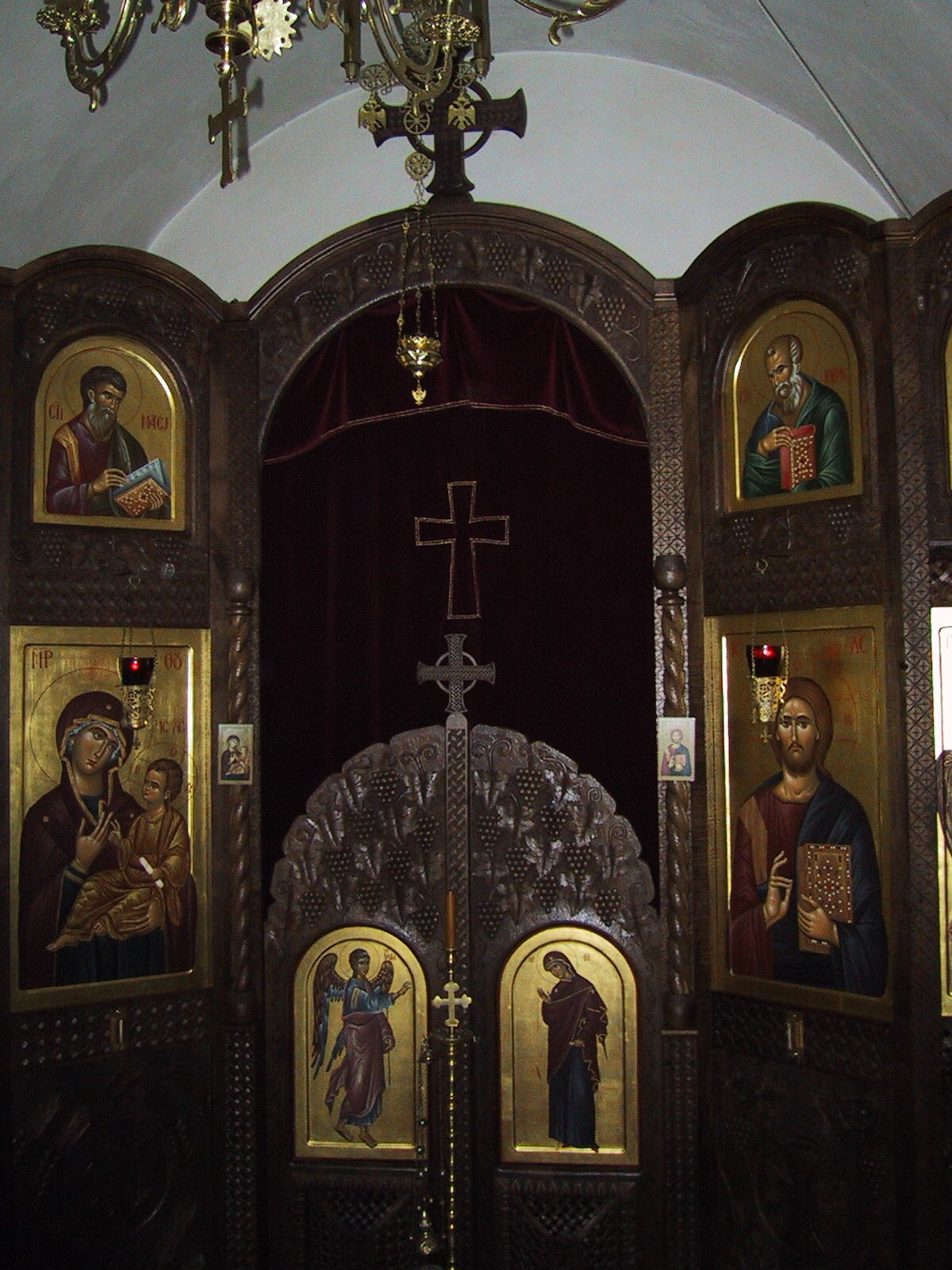
Iconostasi nel monastero degli Arcangeli.

Entrambe le chiese furono decorate con statue di svariati materiali e dimensioni. Circa 1.700 frammenti di sculture raffiguranti angeli, santi, figure umane, animali e fiori furono rinvenuti durante gli scavi archeologici.
Molte delle sculture conservate nel monastero degli Arcangeli provengono dal periodo medievale. Benché l'iconografia conservata nel monastero prima della sua costruzione sia sconosciuta, in alcuni dei reperti rinvenuti si ritrovano caratteristiche molto simili a quelle dei quadri di tipo religioso dipinti nelle città costiere montenegrine e croate: Cattaro, Ragusavecchia e Ragusa di Croazia e nei monasteri situati nell'entroterra serbo di Studenica, Banjska e Dečani. I motivi sono gli stessi, sia per le icone che per le sculture: la pietra utilizzata per le ultime è uguale e appaiono soltanto due differenze. La prima è una figura simile allo zar Dušan. La seconda, più formale, è una decorazione ornamentale ritrovata in alcuni frammenti di scultura che consiste in un bassorilievo riguardante la stilizzazione di alcuni fiori. Le opere che ha conservato per secoli il monastero degli Arcangeli marcano la fine di una tradizione artistica, quella medievale serba, e l'inizio di una nuova.
Alcuni frammenti di affresco precedentemente situati nella chiesa degli Arcangeli Michele e Gabriele costituiscono soltanto una parte del ricco patrimonio artistico che, prima della distruzione, il monastero possedeva. La Cappella di San Nicola era anch'essa affrescata: infatti vi fu trovato, nella nicchia nel lato meridionale dell'edificio, qualche frammento di un affresco.

## Il monastero nell'arte
(Slobodan Rakitic, dal sito ufficiale, sezione Holy Archangels in Art.)
Per il suo forte legame con Prizren e con lo zar Dušan, il monastero dell'Arcangelo è stato uno dei più begli edifici religiosi serbi da un punto di vista artistico. Molti di quelli che visitavano il monastero nel XIV secolo affermavano che "nessun'altra cosa sotto il livello del sole è eguagliabile a questo luogo di culto". Lo scrittore del libro La Generazione di Karlovac, il quale si ritiene abbia visitato vari monasteri e li abbia descritti, menziona "il primo livello della chiesa di Prizren" riferendosi al monastero degli Arcangeli. I riferimenti al monastero sono relativamente scarsi. L'arcivescovo Daniele II nella sua opera che descrive la biografia d Dušan non menziona tuttavia questo luogo di culto. L'assenza di testi scritti antichi riguardanti il monastero dell'Arcangelo è stata un motivo, per la popolazione locale, di inventare miti e leggende su di esso. Uno di questi ritiene che la croce situata sull'estremità della cupola era un tempo una pietra che un giorno emanò una luce così forte che di notte si può viaggiare sul ponte Svanjski, a 30 chilometri a nord del monastero, come se fosse giorno. Ci sono anche storie che parlano delle pene che ha dovuto subire Sinan Paša dopo aver distrutto l'intero complesso.
Il rinnovo romanticista avvenuto nel tardo XIX secolo vennero riconosciuti e protetti alcuni luoghi, sacri e profani, costruiti nel medioevo. A causa delle scarse testimonianze sulle opere di Dušan il monastero venne riconosciuto come "dignità dell'impero serbo". Una delle più importanti scoperte, se non la principale, durante questo periodo appartiene a Prizren. Il fatto che uno dei più importanti zar serbi fosse stato seppellito nel monastero degli Arcangeli ha sensibilizzato la gente a proteggere questo luogo.
Dopo le grandi guerre avvenute nei primi decenni del XX secolo, molti architetti pensarono di ristrutturare il monastero degli Arcangeli e condurvi degli scavi archeologici nei quali sarebbero state rinvenute alcune parti dell'ex-monastero. Recentemente il monastero è diventato un'ispirazione comune per i poeti, che lo inseriscono in contesti antichi e moderni.
I temi di alcune parti del mosaico che componeva il pavimento del monastero degli Arcangeli sono state utilizzate come fonte di ispirazione per l'architettura altri edifici religiosi. Il pavimento del nuovo monastero di Gračanica, completato recentemente, situato vicino a Trebigne, è decorato con scene che trattano gli stessi argomenti di quelli del monastero degli Arcangeli.

## Galleria d'immagini

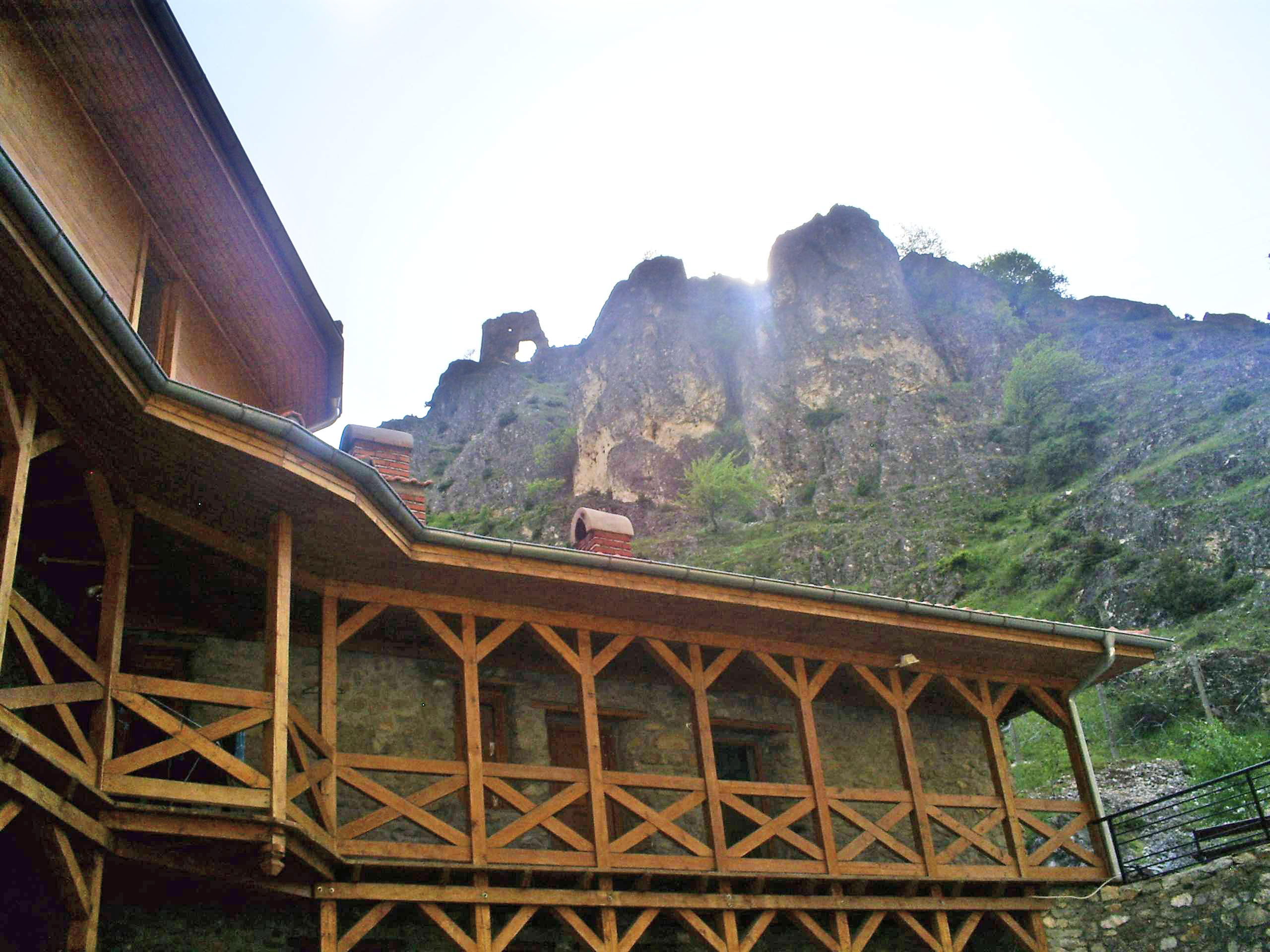
Scorcio del monastero e della sovrastante fortezza.
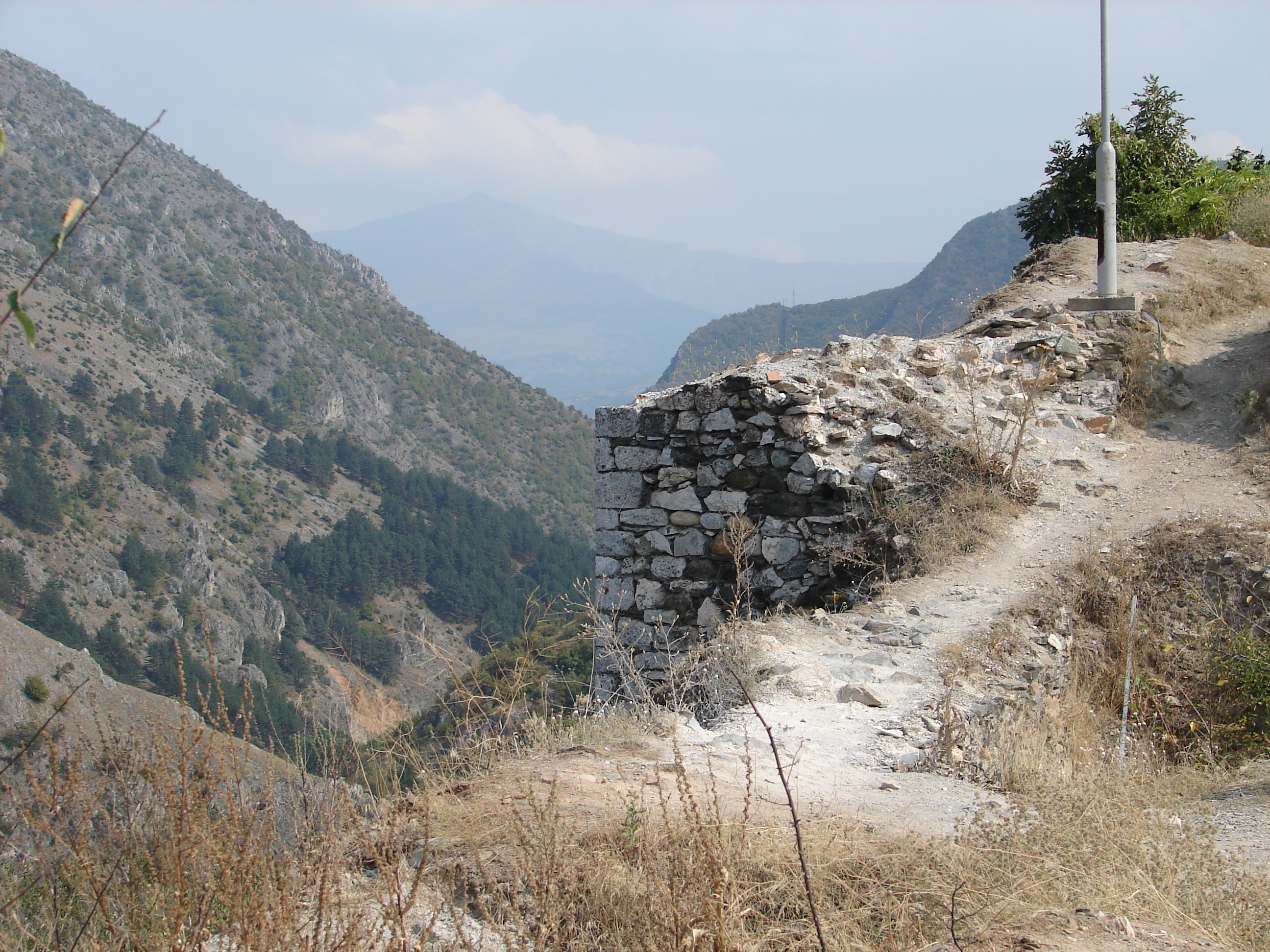
Veduta della valle del fiume Bistrica dalla fortezza.
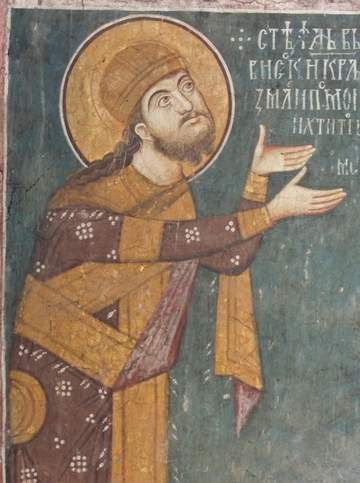
Affresco di Stefan Dušan, ritratto mentre prega un angelo.
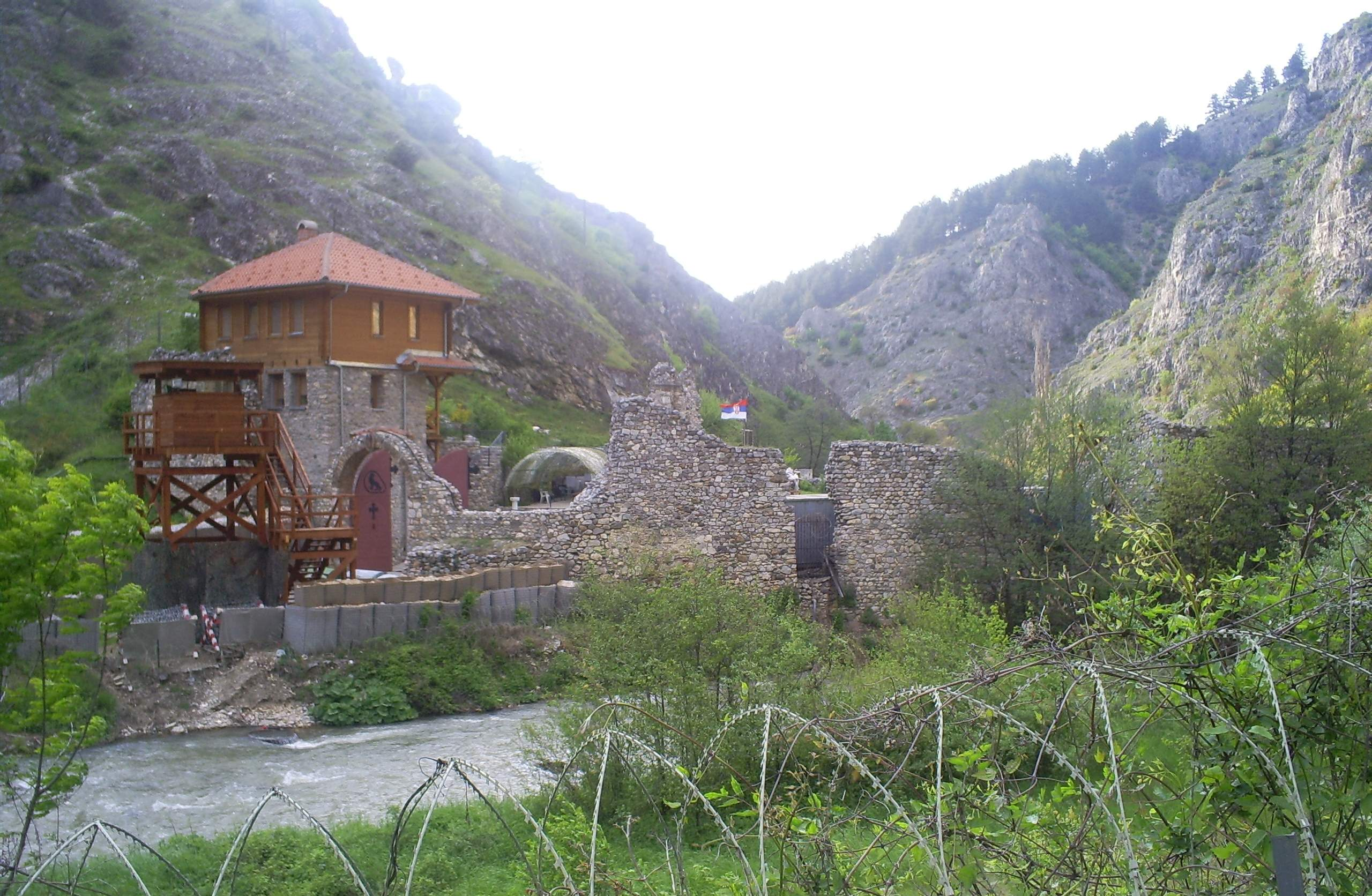
Una veduta del monastero dai suoi terreni.
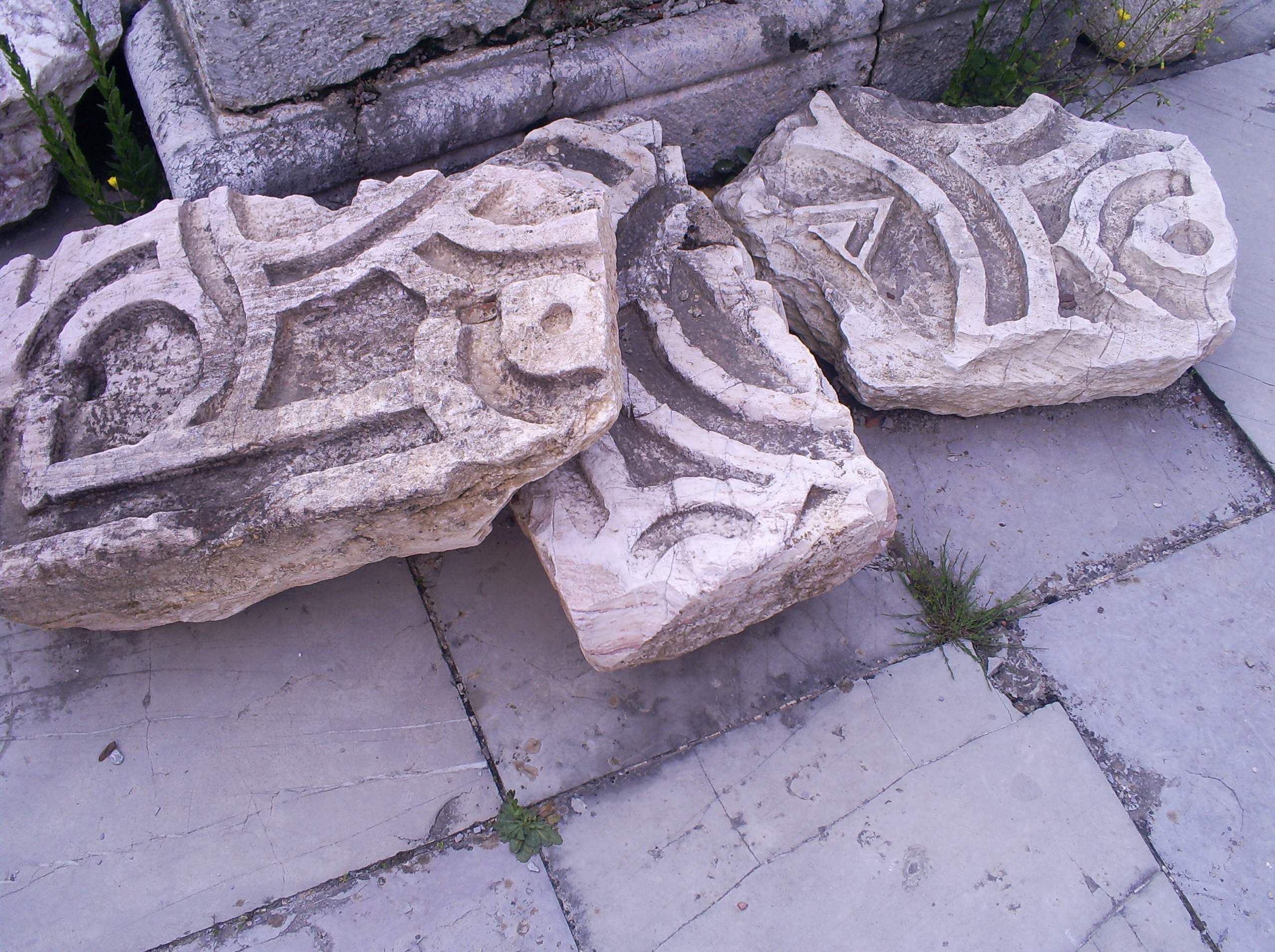
Delle rovine dell'antico monastero.
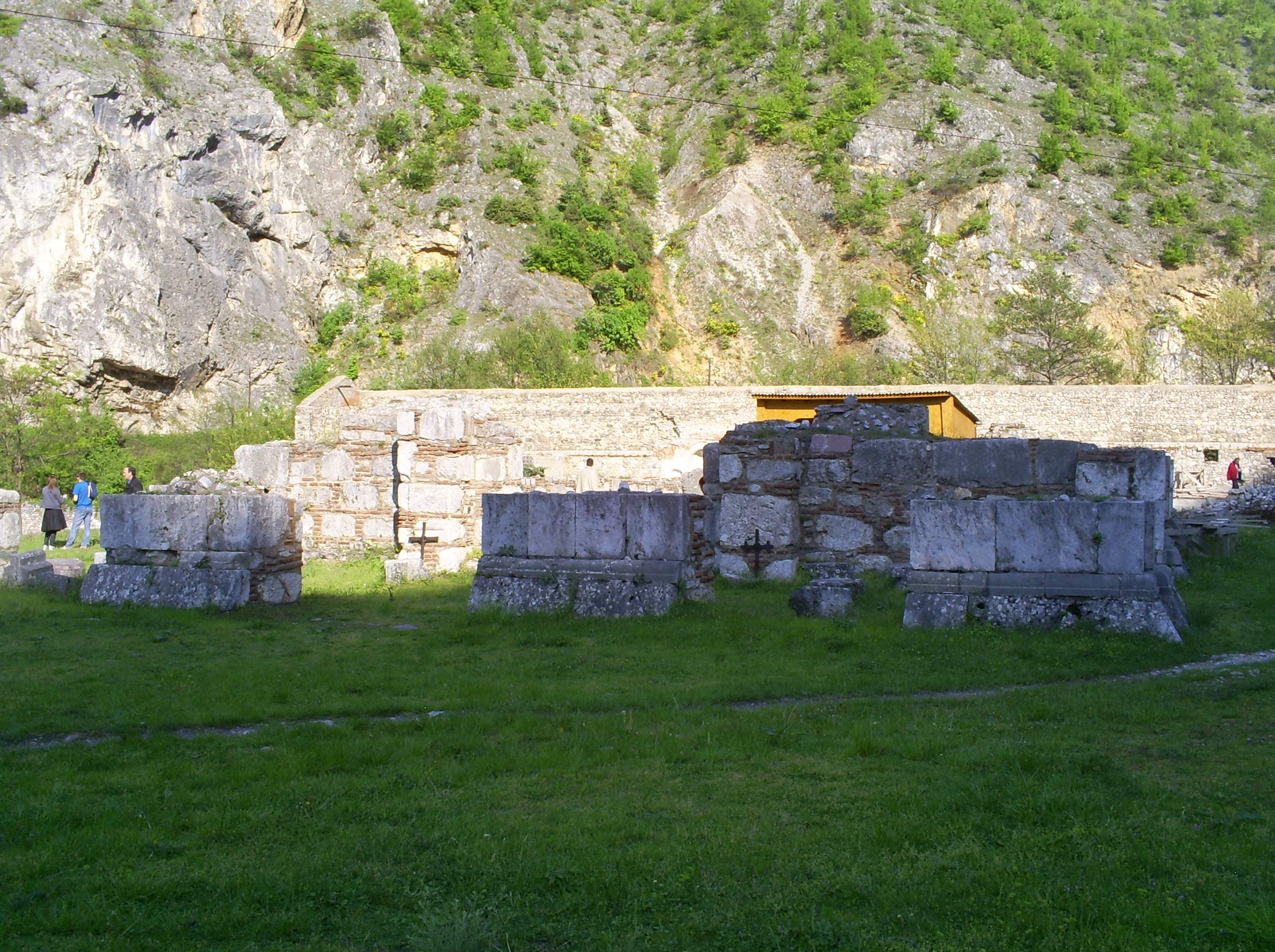
Le rovine dell'ex chiesa degli Arcangeli.
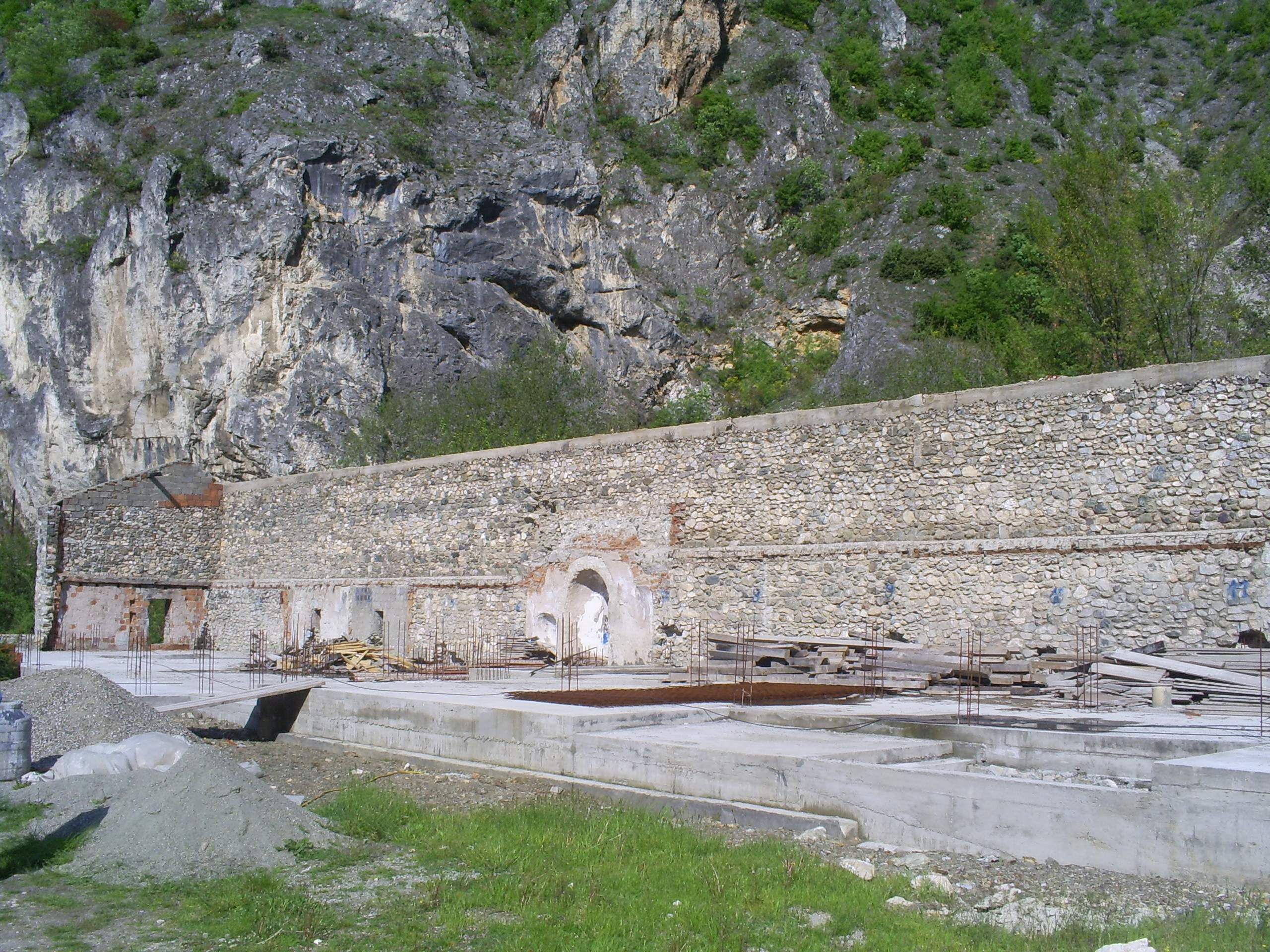
Le mura del monastero.
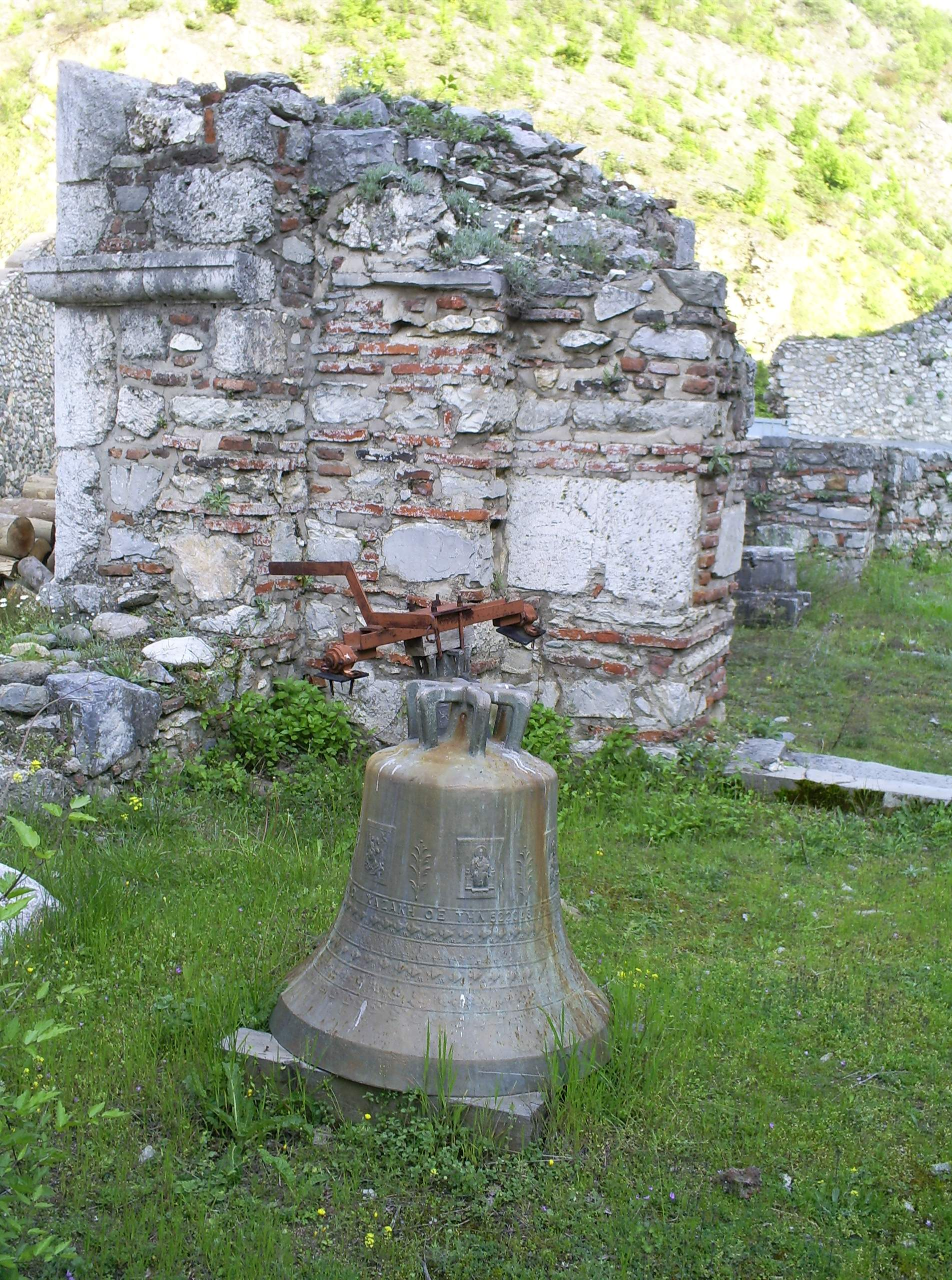
I resti dell'ex chiesa di San Nicola.